# La scomparsa del fuoco greco
La scomparsa del fuoco greco è un romanzo di C. J. Sansom ambientato nel XVI secolo ed è stato pubblicato in Italia nel 2004 dalla casa editrice Sperling & Kupfer.

## Trama
Nell'estate del 1540 un'agghiacciante notizia si diffonde rapidamente nella Londra di Enrico VIII. Elizabeth, un'orfana adolescente ospitata nella casa di un ricco zio, mercante di stoffe, sir Edwin Wentworth, avrebbe ucciso il cuginetto dodicenne, Ralph, spingendolo in un pozzo. Mettendosi contro la sua stessa famiglia, Joseph Wentworth, fratello di Edwin, riesce a procurarsi l'aiuto del brillante avvocato Matthew Shardlake. Tuttavia Elizabeth si rifiuta di parlare e il tempo incalza, ma proprio quando la ragazza, dopo essere stata condotta nella prigione di Newgate, sta per essere condannata alla pressa, interviene il consigliere del re Thomas Cromwell, concedendole una sospensione della pena di dieci giorni. Questi, in cambio, esige che l'avvocato indaghi su cosa si nasconde dietro l'assassinio di due alchimisti che avevano proposto al Lord la formula di una nuova, devastante arma da guerra: il fuoco greco, una sostanza in grado di bruciare anche sull'acqua e di ridurre in cenere intere flotte. E così mastro Shardlake, con l'aiuto del suo assistente Jack Barak, inizia le sue ricerche tra sfarzosi salotti aristocratici, maleodoranti bassifondi londinesi e inquietanti laboratori alchemici, sempre seguito da due spietati sicari, rivelando a poco a poco la verità.

## Personaggi principali
Matthew Shardlake: avvocato incaricato di difendere Elizabeth;

Elizabeth Wentworth: adolescente accusata di aver ucciso suo cugino, spingendolo in un pozzo;

Edwin Wentworth: zio di Elizabeth, padre del ragazzo che sarebbe stato ucciso dalla giovane;

Joseph Wentworth: zio di Elizabeth, fratello di Edwin;

Jack Barak: giovane al servizio di Lord Cromwell, incaricato di aiutare mastro Shardlake.

## Edizioni
- C. J. Sansom, La scomparsa del fuoco greco, traduzione di Giulia Balducci, Sperling & Kupfer, 2004,  pp. 565, cap. 47, ISBN 88-200-3736-X.